# Les Spécialistes (groupe)
Les Spécialistes est un groupe de hip-hop français, originaire de la banlieue parisienne. Formé en 1997, il se compose de Tepa et Princess Aniès. Le groupe est inactif depuis 2005, après la publication de son deuxième album, Reality Show.

## Biographie
Tepa (de son vrai nom Patrick D'Hondt) est originaire de Saint-Denis, en Seine-Saint-Denis, Aniès, elle, de Pontoise, dans le Val-d'Oise. Tous deux fondent le groupe Les Spécialistes en 1997. Aniès compose son premier morceau, Qui représente, sur la compilation Lab'elles. Ils apparaissent sur la compilation, L'invincible armada et sortent leur premier album éponyme, en 1999, qui reçoit la récompense de la meilleure autoproduction de l'année du Festival XXL Performances[réf. nécessaire]. Aniès sort son premier album solo, Conte de faits, au cours de l'année 2002,.
En 2003, le groupe signe sur le label IV My People de Kool Shen et y publie son deuxième album, Reality Show en mai 2005. C'est notamment grâce à cet album que le groupe rencontre un certain succès. En novembre 2005, ils apparaissent sur l'album IV My People Mission. Aniès produit l'album d'Amara, Portrait craché en 2006 et sort un street album récapitulatif de toute sa carrière en septembre 2006 sur lequel sont proposés une cinquantaine de morceaux. 
Après son passage au Darfour aux services d'actions humanitaires, Aniès sort début 2007 un nouveau street album Au carrefour de ma douleur. Tepa prépare un album avec Atis, sous le nom de groupe Box Office. Lors d'une interview avec Abcdr du Son en 2008, Tepa explique que le groupe est en « stand-by » citant ses projets solos ainsi que ceux d'Aniès. « Mais peut-être qu’un jour on fera comme Kool Shen, on se réunira [...] », explique-t-il.
Tepa meurt le 14 novembre 2019, à l'âge de 48 ans, des suites d'un cancer qu'il avait annoncé sur sa page Facebook en avril 2019.

## Discographie

### Albums studio
- 1999 : Les Spécialistes
- 2005 : Reality Show

### EP
- 1999 : Retour de l'enfer

### Albums solo
- 2002 : Conte de faits (album d'Aniès)
- 2006 : Dernier survivant (mixtape de Tepa)
- 2006 : Ma petite histoire (street album d'Aniès)
- 2008 : Au carrefour de ma douleur (street album d'Aniès)
- 2009 : L’œil ouvert (street album de Tepa)
- 2009 : Ennemis d'état (album de Tepa en commun avec Atis sous le nom de groupe Box office)